# Sądownictwo
Sądownictwo – oznacza z jednej strony władzę i funkcję wymiaru sprawiedliwości i obowiązującego orzecznictwa, z drugiej – ustrój sądów pewnej kategorii, bądź całego państwa lub społeczności międzynarodowej.
Sądownictwo jest jedną z trzech istotnych funkcji władzy państwowej (władza prawodawcza, wykonawcza i sądowa).